# Sociedade Vegetariana Brasileira
A Sociedade Vegetariana Brasileira (SVB) é uma Organização sem fins lucrativos, sediada na cidade de São Paulo cujo objetivo é a "promoção da alimentação vegana, em todos os seus aspectos, incluindo o ético, o ecológico e o de saúde". Desse modo, busca fomentar a substituição da proteína animal pela vegetal, disseminar a utilização de produtos e serviços veganos, além de realizar a difusão de informação de referência para profissionais, instituições, formadores de opinião e sociedade em geral, sobre fundamentos, viabilidade e benefícios da alimentação vegetariana estrita.
A estrutura da organização é formada por diferentes agentes: a Assembleia Geral, o Conselho Administrativo, a Diretoria, o Conselho Fiscal (caso instituído), e os Grupos e Núcleos Locais. Existem atualmente cerca de 45 Grupos e Núcleos locais, os quais estão sediados em diferentes regiões do território brasileiro.

## História
A SVB foi fundada no ano de 2003 pela socióloga e ativista Marly Winkler, a qual foi a primeira presidente da Organização. No mês de setembro deste mesmo ano, já organizou um movimento em frente à Catedral Metropolitana de Brasília junto à ONG People for the Ethical Treatment of Animals (PETA), a líder da banda britânica The Pretenders, Chrissie Hynde, o movimento Hare Khrsina e simpatizantes da causa vegetariana em prol da redução do consumo de carne e estímulo da dieta livre de animais.
Em novembro de 2004, sediou em conjunto com a União Vegetariana Internacional (IVU) o 36° Congresso Vegetariano Mundial em Florianópolis, tendo participado cerca de 2 mil pessoas.
No ano de 2009, sediou e organizou o 12° Festival Vegano Internacional na Pontifícia Universidade Católica do Rio de Janeiro (PUC-RIO).
Em 2012, com apoio do Departamento de Medicina e Nutrição da UNIFESP, lançou um "Guia Alimentar de Dietas Vegetarianas para Adultos" com a proposta de trazer subsídio técnico para profissionais da nutrição atenderem pacientes que desejam adotar uma alimentação de origem vegetal.
Em dezembro de 2012, organizou e convocou a quarta edição do Parada Veg, passeata voltada à divulgação da causa vegetariana. O lema da edição foi "A paz começa no prato" e ocorreu na cidade de São Paulo, iniciando na Avenida Paulista e finalizando na Praça Roosevelt, com a presença de cerca de 300 participantes.
No ano de 2015, a SVB passou a contar com o novo presidente Ricardo Laurino, que tomou posse durante o V Congresso Vegetariano Brasileiro (Vegfest) em Recife. Ele passou a ser o segundo presidente da Organização, sendo que a socióloga e ex-presidente Marly Winkler passou a ser presidente honorária após 12 anos de mandato.
A SVB foi reconhecida por três vezes consecutivas, nos anos de 2018, 2019 e 2020, como uma das organizações mais eficazes do mundo no trabalho a favor da causa animal pela organização avaliadora sem fins lucrativos Animal Charity Evaluations (ACE).

## Atividades
Desde o ano de 2009, a SVB organiza a Mostra Internacional de Cinema pelos Animais (ou Mostra Animal), cujo intuito é promover a exibição de filmes que debatem a questão do direito animal e os impactos socioambientais que a humanidade traz aos animais. O evento acontece tradicionalmente em Curitiba e, após ter sido interrompido durante a pandemia, a Mostra Animal retornou a ser exibida em sua oitava edição no ano de 2022.
A partir de 2014, passou a realizar a divulgação de uma Carta de Compromisso nos períodos eleitorais para que os candidatos indiquem sua adesão aos princípios difundidos pela SVB. Na primeira ocasião desta divulgação, o então candidato a presidente do Brasil Eduardo Jorge do Partido Verde (PV) realizou a adesão aos princípios atribuídos na Carta de Compromisso. Já no período eleitoral do ano de 2022 a Sociedade realizou a divulgação da Carta de Compromisso pela quinta vez consecutiva.
Em novembro de 2016, organizou e certificou o 1º Congresso Vegetariano do Centro-Oeste, ocorrido na Faculdade UNIC Pantanal. O evento contou com a presença da ativista Luisa Mell, o então vice-presidente da ONG Mercy For Animals Brasil, Lucas Alvarenga, a medalhista no vôlei Fernanda Ferreira (Fernandinha) e o fisiculturista Paulo Victor Guimarães (Paru Vitu).
Em 2021, voltou a transmitir sua campanha criada em 2013: "Se você ama um, por que come o outro?", que visa estimular a reflexão da comparação entre o afeto por animais de estimação versus a alimentação de proteína animal. Com o apoio do ator Emiliano D'Avila, a campanha foi divulgada nos metrôs de São Paulo e VLTs do Rio de Janeiro. O impacto em São Paulo atingiu mais de 400 mil pessoas diariamente, por meio de 140 painéis nas estações de metrô de Pinheiros, Paulista e República, além da divulgação da mensagem em mais de 3,5 mil telas em edifícios comerciais e residenciais da capital paulista. Já no Rio de Janeiro, o slogan foi transmitido por cerca de um mês no VLT, passando entre as estações Praia Formosa e Santos Dumont.
Em fevereiro de 2022, a SVB lançou o documentário Órfãos do Leite no YouTube, apresentando o caso das Búfalas de Brotas, caso de abandono e maus-tratos de mais de mil búfalas ocorrido em uma fazenda de Brotas (SP), e os impactos da produção da mussarela de búfala.
Eventualmente, representantes da Sociedade comparecem a audiências nas Câmaras Legislativas para discutir assuntos relacionados à proteção animal e disseminação das práticas do vegetarianismo e veganismo, como na Comissão de Assuntos Sociais do Senado, que em abril de 2022 realizou discussões sobre os impactos do vegetarianismo no meio ambiente, a Comissão de Meio Ambiente e Desenvolvimento Sustentável da Câmara dos Deputados e participações em Assembleias legislativas (como em audiência na Assembleia de Pernambuco e durante o Primeiro Seminário “Políticas Públicas, Direitos e Defesa dos Animais” ocorrido na Assembleia Legislativa do Paraná em 2013).
Além disso, a Sociedade está a frente da promoção de campanhas como a Segunda sem carne e de certificação de produtos por meio do Selo Vegano.

### Segunda sem Carne
A campanha da Segunda sem carne foi criada pela SVB no Brasil no ano de 2009 com apoio da Secretaria do Verde e do Meio Ambiente da prefeitura da cidade de São Paulo. Esta campanha foi baseada no movimento Meatless Monday inagurado em 2003 nos Estados Unidos. A prática foi aplicada na rede pública de ensino desta prefeitura em 2011 por meio de uma parceria entre a Sociedade e a Secretaria do Verde e do Meio Ambiente da prefeitura. Estima-se que no ano de 2017 foram servidas cerca de 47 milhões de refeições veganas na rede pública.
Em 2011 a prefeitura de Niterói se comprometeu a realizar mudanças graduais nas merendas escolares. Cerca de dois anos depois, a Câmara Municipal do Rio de Janeiro aprovou o Projeto de Lei 1226/2011 que institui a criação de programas alimentares vegetarianos para as escolas municipais.
No ano de 2013, foi incluído no calendário oficial em Brasília a campanha por meio da promulgação da Lei Distrital 5.027/2013, sendo aplicada apenas na primeira segunda-feira do mês de outubro, dia em que se realizam debates e discussões a respeito da necessidade de redução do consumo de carne na população.
Na Assembleia Legislativa de São Paulo (ALESP), existiu o Projeto de Lei nº 87/2016, de autoria do deputado Feliciano Filho que pretendia instituir o programa Segunda Sem Carne no Estado de São Paulo. O projeto foi aprovado na Assembleia, porém foi vetado no início de 2018 pelo então governador Geraldo Alckmin.
A Campanha já foi introduzida em mais de 100 municípios no país e em uma década propiciou a distribuição de cerca de 327 milhões de refeições de origem vegetal. Apenas no ano de 2019, distribuiu aproximadamente 80 milhões de refeições a base de vegetais no Brasil.

### Selo Vegano
Em 2013, iniciou o seu programa de certificação chamado de Selo Vegano. Este programa certifica os produtos de diferentes marcas, assegurando que não contenham ingredientes de origem animal e que a empresa fabricante e fornecedores não testam os produtos em animais. Mais de 3.500 produtos já receberam a certificação do Selo Vegano.
Os produtos certificados não são apenas os relacionados com alimentação. Na categoria dos cosméticos, cerca de 34 selos foram concedidos a produtos no ano de 2019, 38 no ano de 2020 e 47 até metade de 2021.
Em relação às empresas que tiveram produtos certificados com o Selo Vegano, foram cerca de 240 empresas entre 2017 e 2021. Destas, 44% são de pequeno porte e 32% são médias empresas.

## Congresso Vegetariano Brasileiro (Vegfest)
Inicialmente nomeado como Congresso Vegetariano Brasileiro e posteriormente denominado Vegfest, este evento anual promovido pela SVB tem como finalidade a promoção de debates, palestras, divulgação e apresentação de novidades e celebrações relacionadas ao movimento vegetariano e vegano no Brasil.
| Edição | Ano  | Período                        | Local                                                                 | Cidade e Estado       |
| ------ | ---- | ------------------------------ | --------------------------------------------------------------------- | --------------------- |
| I      | 2006 | 04 a 08 de agosto              | Memorial da América Latina                                            | São Paulo - SP        |
| II     | 2008 | 25 a 28 de setembro            | Centro Universitário de Belo Horizonte (UNI-BH)                       | Belo Horizonte - MG   |
| III    | 2010 | 16 a 19 de setembro            | Sede Campestre do SESC                                                | Porto Alegre - RS     |
| IV     | 2013 | 25 a 29 de setembro            | Universidade Federal do Paraná (UFPR) e Mercado Municipal de Curitiba | Curitiba - PR         |
| V      | 2015 | 23 a 26 de setembro            | Universidade Federal de Pernambuco (UFPE)                             | Recife - PE           |
| VI     | 2017 | 31 de agosto a 03 de setembro  | Hotel Serra da Estrela                                                | Campos do Jordão - SP |
| VII    | 2018 | 11 a 14 de outubro             | Novotel Center Norte                                                  | São Paulo - SP        |
| VIII   | 2019 | 10 a 13 de outubro             | Instituto de Educação Superior de Brasília (IESB) Sul                 | Brasília - DF         |
| IX     | 2022 | 8 a 11 de dezembro             | Centro de convenções Anhembi                                          | São Paulo - SP        |
| X      | 2023 | 30 de novembro a 3 de dezembro | Expo Center Norte                                                     | São Paulo - SP        |
| XI     | 2024 | 5 a 8 de dezembro              | Expo Center Norte                                                     | São Paulo - SP        |

### 1ª Edição (2006)
A edição inaugural aconteceu dos dias 04 a 08 de agosto de 2006 na cidade de São Paulo no Memorial da América Latina.

### 2ª Edição (2008)

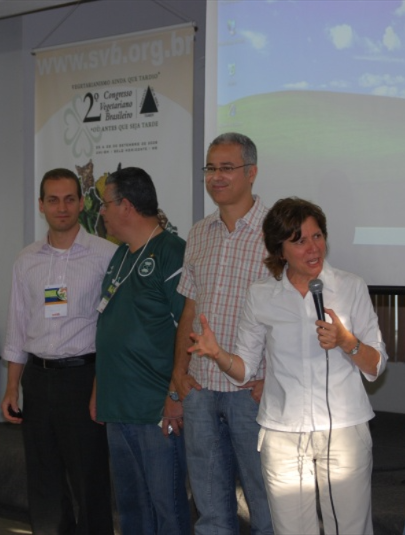
Na direita, a ex-presidente da SVB Marly Winckler discursando durante o 2º Congresso Vegetariano Brasileiro em Belo Horizonte (MG)

A 2ª edição ocorreu entre os dias 25 e 28 de setembro de 2008 em Belo Horizonte, no campus da UNI-BH (Centro Universitário de Belo Horizonte). Esta edição contou com palestras do médico Alberto Gonzalez, doutor em medicina pelo Ludwig-Maximilians-Universität München da Alemanha e Ana Branco, professora do Departamento de Artes e Design da Pontifícia Universidade Católica do Rio de Janeiro (PUC-Rio).

### 4ª edição (2013)
Entre 25 e 29 de setembro de 2013 ocorreu em Curitiba a 4ª edição do Congresso Vegetariano Brasileiro - Vegfest, com a presença e realização de homenagem para a então ministra da Casa Civil do governo federal Gleisi Hoffmann.

### 5ª edição (2015)
A 5ª edição foi realizada em Recife nos dias 23 a 26 de setembro no campus da UFPE, contando com mais de 100 palestrantes nacionais e internacionais, como a escritora norte-americana Carol Adams, a atriz chilena Ignacia Uribe e a paulista defensora dos animais Luisa Mell.

### 8ª edição (2019)
A 8ª edição, realizada em Brasília entre os dias 10 a 13 de outubro de 2019, teve a presença de  Vicente De Paula, juiz federal especializado em direito dos animais, a ex-BBB Hana Khalil, a nutricionista Alessandra Luglio, a escritora e apresentadora Alana Rox, Paru Vitu (fisiculturista) e o ex-combatente do exército norte-americano Korin.

### 9ª edição (2022)

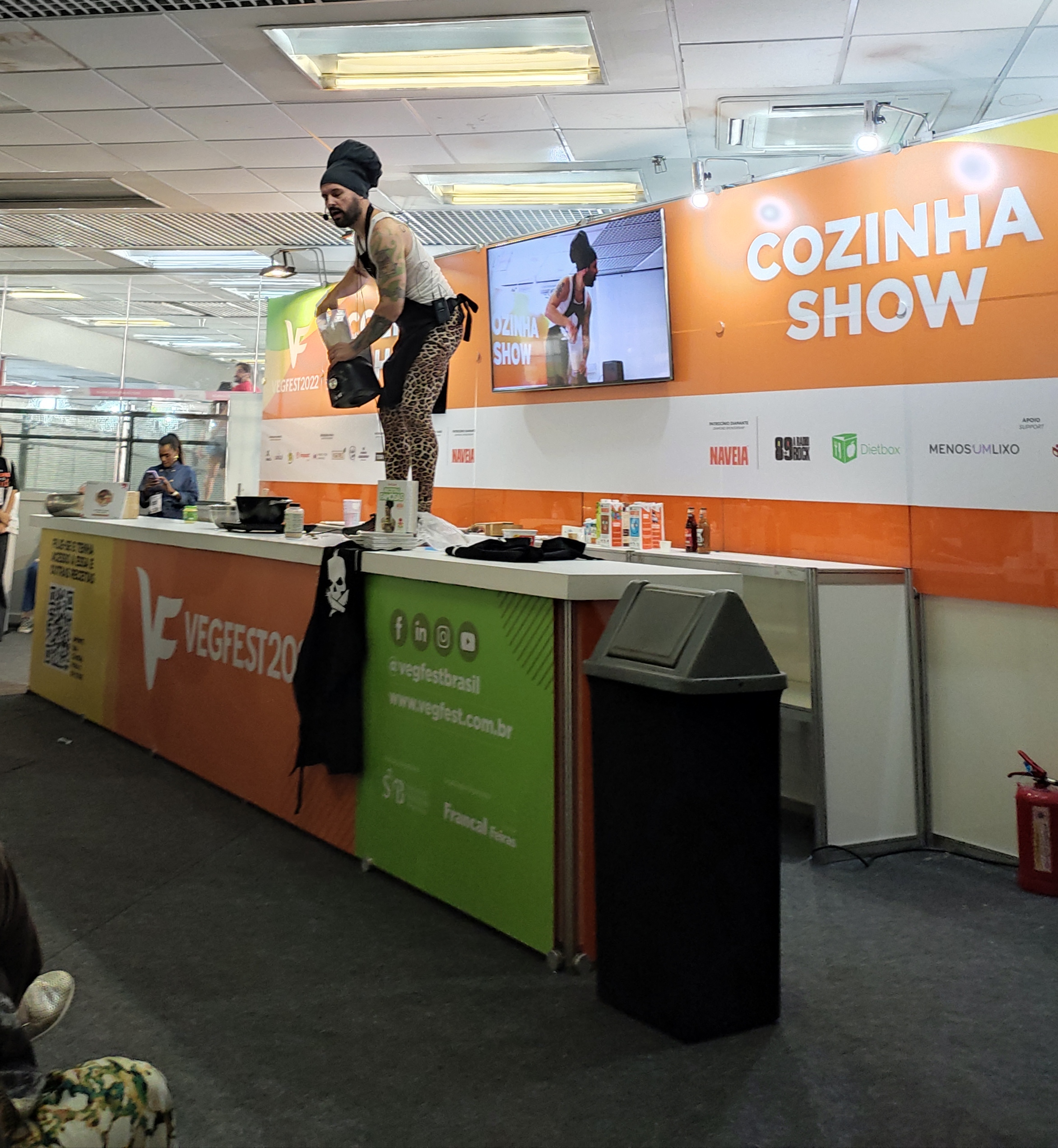
Apresentação durante a 9ª edição do Vegfest na Arena Anhembi

A primeira versão do Vegfest após a Pandemia de COVID-19, ocorreu entre os dias 8 e 11 de dezembro na cidade de São Paulo e contou com um público de mais de 7 mil pessoas e congressistas, além de cerca de 119 marcas expositoras. Também, aproximadamente 100 palestrantes compareceram ao evento para disponibilizar as mais de 30 horas de conteúdos, contando com a presença de atores como Emiliano D'Avila, Rodrigo Dorado e o Juiz Federal de Curitiba, Vicente de Paula.